# منطقه لیوبیتینسکی
منطقه لیوبیتینسکی (به لاتین: Lyubytinsky District) یک منطقهٔ مسکونی در روسیه است که در استان نووگورود واقع شده‌است.